# SK Telecom
SK Telecom Co., Ltd. (на корейски: SK텔레콤 или 에스케이텔레콤) е южнокорейски телекомуникационен оператор, част от SK Group. Компанията е един от най-големите чеболи в страната.
SK Telecom е най-големият оператор на безжични мрежи в Южна Корея, притежавайки 50,5% от местния пазар към 2008 г. От основаването си през 1984 г., компанията е еволюирала от аналогова клетъчна система (AMPS) до второ поколение CDMA, а след това и до първата в света синхронизирана 3G клетъчна система. SK Telecom е първият мобилен оператор в света, комерсиализирал HSDPA през май 2006 г. През февруари 2008 г. компанията се разширява и към пазара на стационарните телефони, придобивайки оператора Hanaro Telecom.
Онлайн брандовете на компанията включват Nate (уеб портал), June (мобилна мултимедийна услуга), Moneta (електронно банкиране), Nate Drive (услуга за телематика) и Digital Home (онлайн интерфейс за дистанционно управление на домакинските уреди).
През ноември 2015 г. SK Telecom подписва сделка за придобиването на HelloVision на CJ Group (най-големият кабелен интернет оператор в страната), целейки да го слее със собствената си кабелна единица – SK Broadband. Това придобиване би направило SK Broadband вторият най-голям кабелен оператор в страната след KT Corporation и среща отпор от конкуренцията, която твърди, че сливането би монополизирало SK.